# پرستار سه‌بعدی
پرستار سه‌بعدی (انگلیسی: Nurse 3D) یک فیلم در ژانر ترسناک، هیجانی است. محصول سال ۲۰۱۳ و به کارگردانی داگ آرنیوکوسکی و نویسندگی آرنیوکوسکی و دیوید لوگری.

## داستان
در فیلم پرستار سه‌بعدی، «ابی راسل» در روز یک پرستار خصوصی است که چندان قابل اعتماد نیست، اما در ساعات شب، کار واقعی او آغاز می‌شود. او مردان هوس باز را به بدترین شکل ممکن مجازات می‌کند.